# Гатенъельм, Ларс
Ларс Гатенъельм (швед. Lars Gathenhielm; 30 ноября 1689, хутор Гатан, Халланд — 25 апреля 1718) — шведский капер и авантюрист, прозванный в народе Лассе из Гатана (Lasse i Gatan). По разрешению Карла XII Гатенъельм вел обширный бизнес, базой которого был Гетеборг. За восемь лет каперства Гатенъельм купил, оборудовал и стал совладельцем около пятидесяти кораблей и угнал более 80.

## Биография
Родился 30 ноября 1689 года на хуторе Гатан в Халланде. Его родителями были шкипер Андерс Бёрьессон и Кристина Ларссдоттер Ельм, однако Ларс и его брат называли себя Гате. Вырос в море и уже с юных лет начал заниматься делами, которые входили в конфликт с законом. В 14 лет сбежал из дома и на небольшом судёнышке вышел в Каттегат, где был подобран датским кораблём. Затем он плавал на иностранных торговых и пиратских судах, пока наконец не поступил в качестве лейтенанта на службу на голландский фрегат «Роттердам».
Во время крейсирования в Средиземном море фрегат вступил в бой с пиратским судном «Хебе». Когда пираты начали брать верх, на помощь «Роттердаму» пришёл ещё один голландский корабль. Пиратское судно вышло из боя, однако вместе с Гате, который оказался в этот момент на его палубе. Позднее ему удалось поднять на борту мятеж и, захватив судно, отвести его в Роттердам, где за этот подвиг его сделали почётным гражданином города.

## Участие в Северной войне
В тот момент, когда Гате вернулся на родину, Карл XII через каперскую комиссию начал выдавать каперские свидетельства всем желающим. Получив оное, Гате занялся каперством.
Не отличаясь особой щепетильностью, он не щадил ни своих, ни врагов. Его действия наносили противнику огромный ущерб, и вскоре он составил себе значительное состояние. Из своих средств он оказывал помощь Карлу XII, в обмен на что получил охотничий замок в Гётеборге и старую корабельную верфь. В конечном итоге он сделался владельцем многочисленных судов. Командование ими он осуществлял с борта фрегата «Барон Хамильтон».
В 1715 году ему было поручено доставить в осаждённый Штральзунд различного рода припасы, однако, идя в тумане мимо Хельсингёра, он неожиданно оказался посреди датской эскадры. После тяжёлого боя Гате взорвал фрегат вместе с припасами и высадился с командой на шведский берег. Шведский король оценил этот поступок, и 29 декабря 1715 года он возвёл Ларса вместе с его братьями во дворянство. С этих пор они стали носить фамилию Гатенъельм.
Это пожалование вызвало всеобщее негодование, которое ещё более возросло после того, как Гатенъельм принял на один из своих кораблей известного ирландского пирата Джона Норкросса. Тем не менее, Карл XII продолжал покровительствовать Гатенъельму. Во время своего посещения в 1716 году Гётеборга король произвёл его в командоры.
В 1717 году Гатенъельм под руководством барона Мёрнера участвовал в организации обороны Гётеборга. Во время нападения Турденшёльда 18—19 мая 1717 года с дюжиной человек взял на абордаж датский галиот, часть команды которого была вырезана, другая часть бежала. Вскоре он перестал выходить в море, что было, видимо, вызвано туберкулёзом костей, из-за которого он лишь с трудом мог передвигаться. Тем не менее, он с успехом продолжал руководить своими 50 судами.
В конце февраля 1718 года Гатенъельму было разрешено вывезти в Голландию 2500 медных пло́тов на сумму 7500 далеров серебром. После выхода из Гётеборга голландское судно, на котором находился груз, тайно взяло на борт в шхерах возле Стюрсё партию плотов сверх дозволенного количества. Однако зашедший в это же время сюда капер донёс о готовившейся контрабанде властям. В результате этого корабль и партия плотов были арестованы и начался процесс. Гатенъельм отрицал, что плоты принадлежали ему. В ходе судебного разбирательства Гатенъельм 25 апреля 1718 года скончался, будучи всего 28 лет от роду. Причиной смерти, видимо, стала болезнь ног, мучившая его с ранних лет.
Был похоронен в Унсальской церкви в мраморном саркофаге. Относительно этого саркофага и ещё одного, в котором позднее была похоронена его жена, в народе возникла легенда, что они были присланы датским королём Фредериком IV в обмен на захваченные Гатенъельмом оригиналы, вёзшиеся для датской королевской четы. Однако на самом деле они были приобретены уже после смерти Ларса его супругой Ингелой, которая уплатила за них 44 000 далеров серебром.

## Семья
С 1711 года был женат на дочери шкипера Ингеле Хаммар (1692—1729). Имел от неё нескольких детей: Кристину (р. 1713), Андерса (1714—1768), Олауса (р. 1715), Карла (р. 1716) и Ларса (р. 1717). Все его дети, кроме Андерса, умерли во младенчестве.